# Гальміроліз
Гальміроліз (рос. гальмиролиз, англ. halmyrolysis, нім. Halmyrolyse f) — підводне вивітрювання, підводна ерозія морських відкладів під впливом процесів розчинення, окиснення тощо. Хімічна мінералологічна трансформація початкового осадження на дні океану. Концепція гальміролізу використовується для пояснення походження кількох мінералів, які з'являються лише в океанських відкладеннях, включаючи глауконіт (зелений пісок) і шамозит. Це також пов'язано з підводними змінами вулканічного туфу, що призводять до утворення бентоніту та інших різновидів абсорбуючих глин. Швидкість процесу значною мірою визначається природою солей і газів, що містяться в морській воді, і швидкістю накопичення відкладень. Особливо сприятливі для галміролізу місця де відкладення накопичуються повільно.
Гальміроліз протікає при пониженій концентрації кисню та вуглекислого газу, тому динаміка процесу пригальмована.
Продукти підводного вивітрювання — гідроксиди заліза, марнгану, червоні глибоководні глини, бентонітові глини.
Основними мінералами, що утворюються в цьому процесі, є філіпсит і палагоніт, частково також глауконіт і монтморилоніт.
Гальміроліз — різновид діагенезу, модифікація або розкладання відкладень на дні моря. Наприклад, як розпад феромагнезіальних мінералів, так і зростання агрегатів глауконіту в осадах морського дна є типами гальміролітичного процесу.

## Інтернет-ресурси
- Halmyrolysis / Encyclopedia [Архівовано 17 квітня 2022 у Wayback Machine.]
- A Dictionary of Earth Sciences (3 ed.) Edited by: MICHAEL ALLABY. Publisher: Oxford University PressPrint Publication Date: 2008 Print ISBN-13: 9780199211944Published online: 2008Current Online Version: 2008.

| Геологія | Це незавершена стаття з геології. Ви можете допомогти проєкту, виправивши або дописавши її. |